# Christian Seeberger
Christian Seeberger (* 27. Februar 1975 in Kaufbeuren) ist ein ehemaliger deutscher Eishockeyspieler, der auf der Position des Verteidigers spielte. In der Deutschen Eishockey Liga war er für die Kaufbeurer Adler aktiv.

## Karriere
Christian Seeberger begann seine Karriere in den Juniorenmannschaften seines Heimatvereins ESV Kaufbeuren. 1993 vertrat er die deutsche Eishockeynationalmannschaft bei der Junioren-Europameisterschaft. In der Saison 1994/95 stand er dann zum ersten Mal für die Profimannschaft der Kaufbeurer Adler in der DEL auf dem Eis, für die er insgesamt zweieinhalb Jahre spielte. Während der Spielzeit 1996/97 wechselte Seeberger in die zweitklassige 1. Liga Nord zum EHC Neuwied und konnte mit dem Verein im selben Jahr den DEB-Ligapokal und die Meisterschaft der 1. Liga gewinnen. Letzteren Titel konnte er mit der Mannschaft in der Folgesaison verteidigen.
Nach drei Jahren im Trikot der Neuwieder Bären heuerte er für eine Saison beim Ligakonkurrenten EC Bad Nauheim an. Seeberger verbrachte nur eine Spielzeit bei den Hessen und kehrte danach wieder nach Neuwied zurück, um für den Nachfolgeverein des zwischenzeitlich Insolvenz gegangenen EHC Neuwied in der Regionalliga zu spielen. Nachdem er mit dem SC Mittelrhein sofort den Aufstieg in die Oberliga geschafft hatte, bestritt er mit dem Verein auch die erste Spielzeit in der neuen Liga. Ab der Saison 2002/03 gehörte er für vier Spielzeiten den Stuttgart Wizards an, zunächst ein Jahr in der Baden-Württembergliga und die folgenden drei erneut in der Oberliga. Seit dem Spieljahr 2006/07 spielt der Verteidiger wieder in der Regionalliga bzw. der Baden-Württembergliga, wo er zunächst eineinhalb Jahre für den EC Ulm/Neu-Ulm und anschließend ein Jahr für den ESV Hügelsheim spielte. In der Spielzeit 2008/09 gehörte er zum Kader der Stuttgart Rebels, ehe er seine Karriere beendete.

## Erfolge und Auszeichnungen
- DEB-Ligapokalsieger 1997
- Meister der 1. Liga 1997
- Meister der 1. Liga 1998